# 서울고명초등학교
서울고명초등학교는 대한민국 서울특별시 강동구에 있는 공립 초등학교이다.

## 학교 연혁
- 1980년 11월 29일 : 서울천호초등학교 분교로 분리
- 1982년 3월 1일 : 서울고명국민학교로 승격
- 1995년 3월 9일 : 서울고명초등학교 병설유치원 개원
- 1996년 3월 1일 : 서울고명초등학교로 교명 개칭

## 참고 자료
- 서울고명초등학교 - 한국교육학술정보원 학교알리미